# Oberea tricolor
Oberea tricolor är en skalbaggsart som beskrevs av Aurivillius 1924. Oberea tricolor ingår i släktet Oberea och familjen långhorningar. Inga underarter finns listade i Catalogue of Life.